# Brachypoda
Brachypoda is een orde van kreeftachtigen uit de klasse van de Cephalocarida (strijkboutkreeftjes).

## Families
- Hutchinsoniellidae Sanders, 1955